# Большая Молчановка
Больша́я Молча́новка — улица в центре Москвы в районе Арбат, проходит от Поварской улицы до Трубниковского переулка, нумерация домов ведётся от Поварской.

## Происхождение названия
В этом районе располагалась слобода трубников (Трубниковский переулок). В ней существовали переулки Трубников и Большие Трубники. В этих переулках находилось обширное домовладение стрелецкого полковника М. А. Молчанова, и они со временем (с XVIII века) стали называться Большая и Малая Молчановка (Большая Молчановка была также известна как Стрелецкая улица).

## Описание
Большая Молчановка начинается от Поварской улицы недалеко от начала последней и проходит на запад в целом вдоль Нового Арбата, но постоянно огибает построенные на её пути здания (северные высотки Нового Арбата № 6, 10 и 14) из-за чего стала чрезвычайно извилиста. Справа к ней примыкают Малая Молчановка и Большой Ржевский переулок, затем она пересекает Борисоглебский переулок и заканчивается на Трубниковском переулке за кинотеатром «Октябрь».

## Примечательные здания и сооружения

### По нечётной стороне
- № 11 — доходный дом А. В. Чегодаева (1897, архитектор И. П. Машков)[1]. В конце XIX — нач. XX вв. в доме вместе со своей семьёй жил писатель и драматург Е. П. Гославский. В его квартире прошли отдельные встречи членов литературного кружка «Среда».
- № 15 — доходный дом В. А. Чижова (1903, архитектор Н. Семёнов)[2].
- № 17 — доходный дом (1910, архитектор Л. А. Херсонский)[2], незаконно надстроен в 2000-х годах.

30 апреля 2017 года на фасаде дома была установлена мемориальная табличка «Последний адрес» члена общества политкаторжан Андрея Сергеевича Попова.
- № 17а — доходный дом В. В. Баскакова (ок. 1910, архитектор О. Г. Пиотрович)[2], верхний этаж надстроен позднее.
- № 19 — доходный дом А. Шахова (1903—1904, архитектор К. А. Дулин).
- № 21а — доходный дом (1912, архитектор О. Г. Пиотрович)[2].
- № 21б — доходный дом (1905, архитектор Л. Л. Кравецкий).
- № 23 — доходный дом Г. Обухова (1912—1914, архитектор Я. И. Рабинович). Здесь жил танцор Махмуд Эсамбаев[4].

### По чётной стороне
- № 12 — доходный дом доктора Н. М. Кишкина с помещениями для водо- и электролечебниц (1910, архитектор К. А. Грейнерт).
- № 18/5 — доходный дом Д. И. и Е. Н. Тихомировых (1904, архитектор Н. Д. Струков).
- № 26-28 — школьное здание (1935, архитекторы А. Т. Капустина, В. М. Кусаков)[5], ныне — школа № 1234 (с углубленным изучением англ. языка); до 1930-х годов на этом месте был храм Николая Чудотворца на «Курьих ножках»[6].
- № 30/7
- № 32 — доходный дом Ф. И. и И. О. Щёголевых и А. Ф. Кашкаровой (1912, архитектор С. Д. Езерский).
- № 36, стр. 1 — представительства Европейского банка реконструкции и развития и Международного банка реконструкции и развития (Всемирный банк).

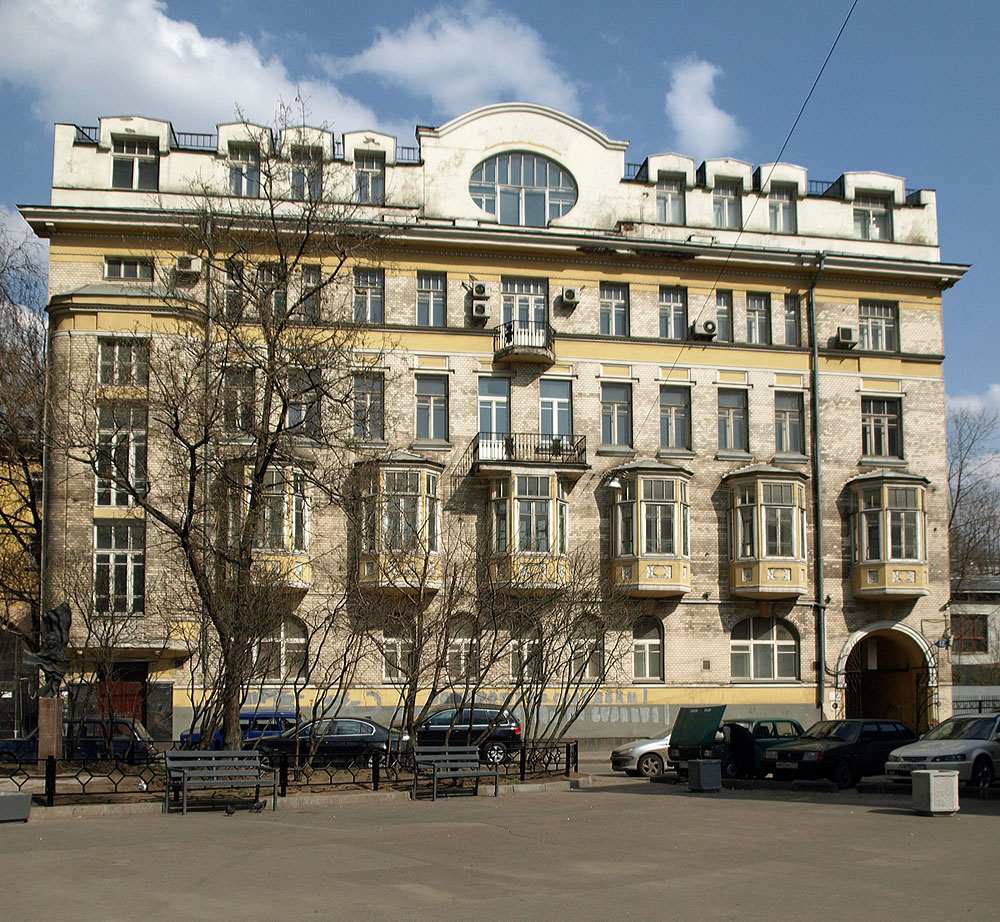
Доходный дом Н. М. Кишкина (№ 12)
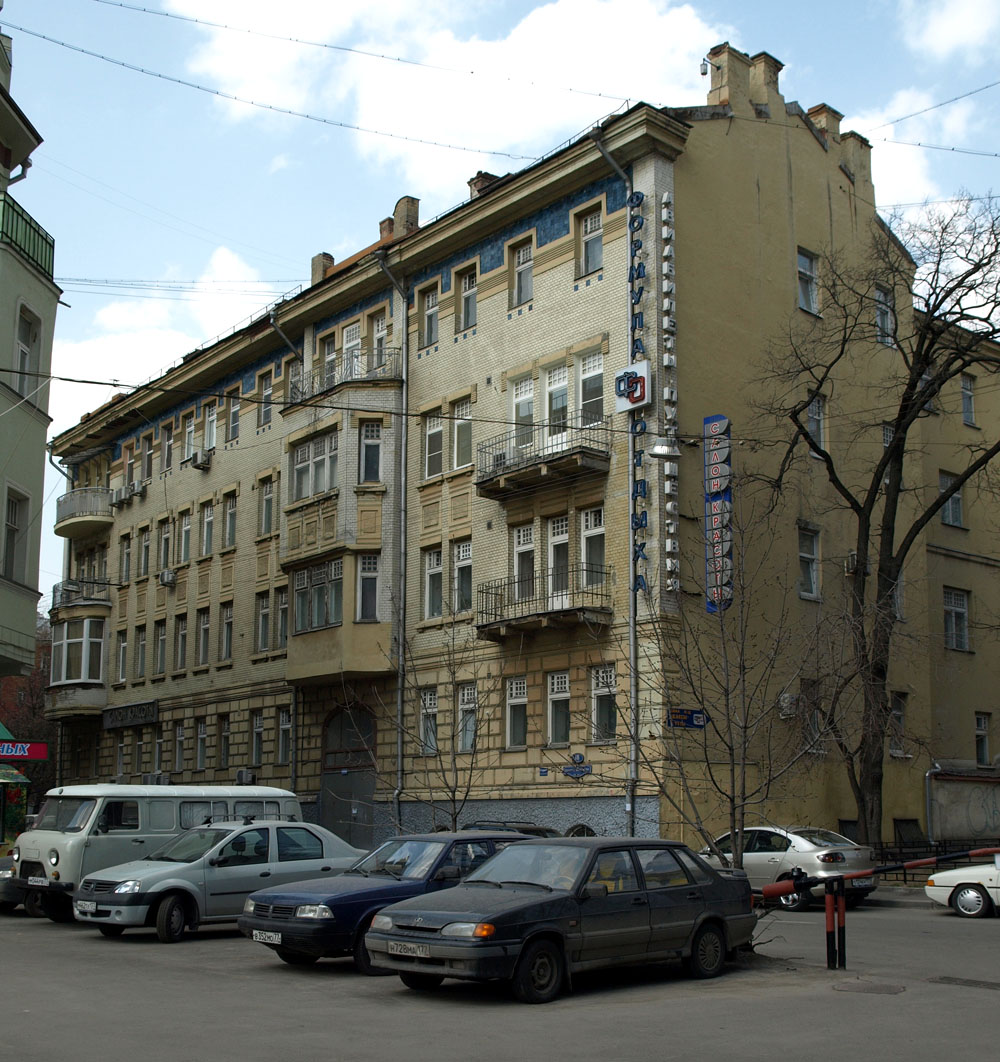
Доходный дом Д. И. и Е. Н. Тихомировых (№ 18)
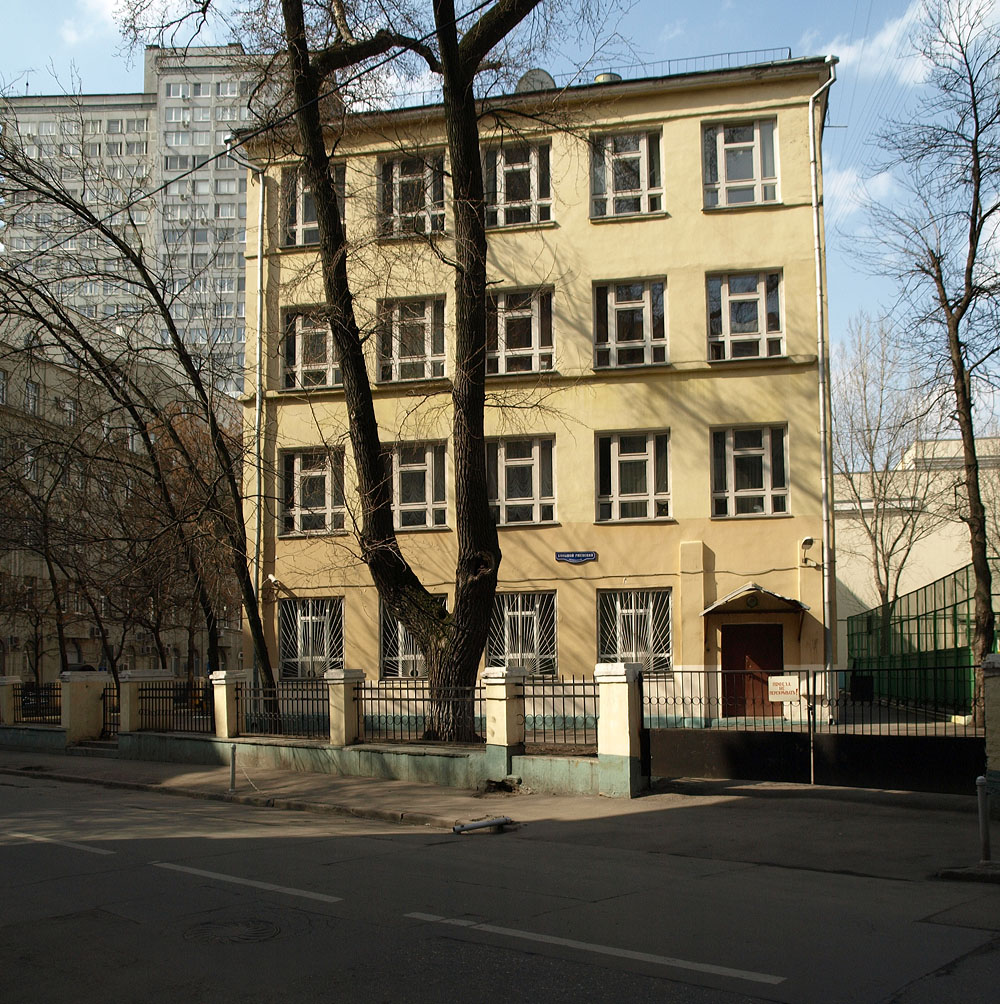
№ 26, вид с Б. Ржевского переулка
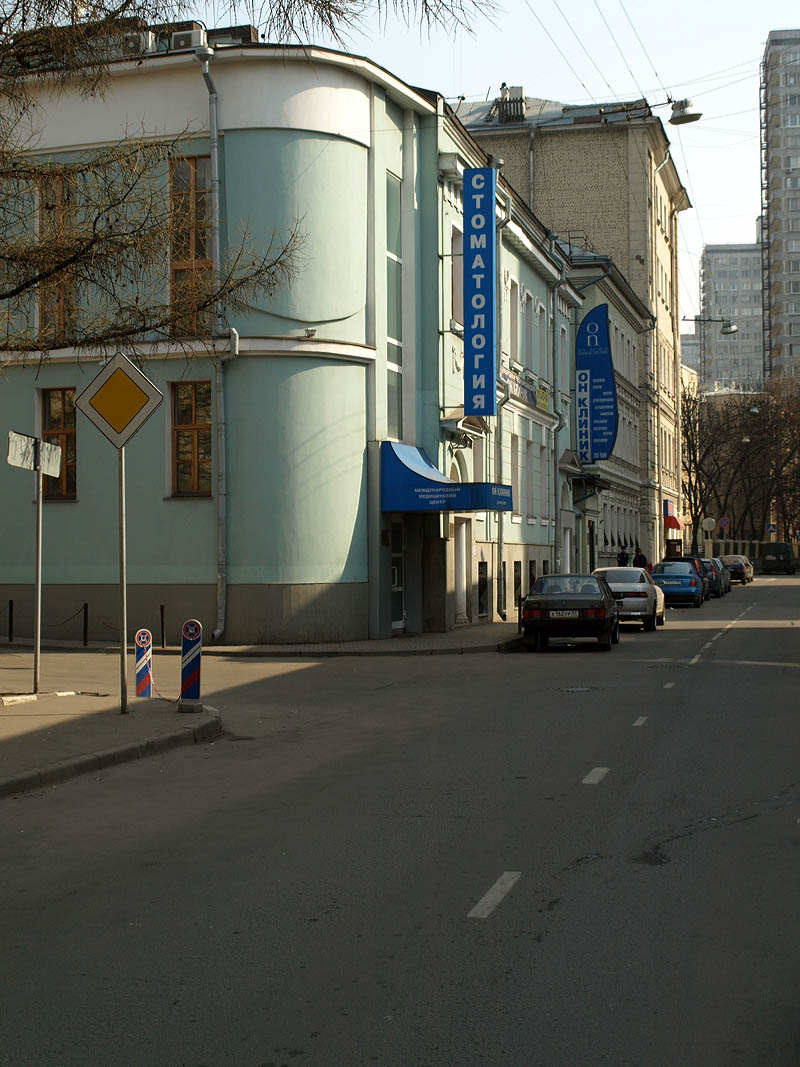
Доходный дом Ф. И. и И. О. Щёголевых и А. Ф. Кашкаровой (№ 32)